# Lindner Group

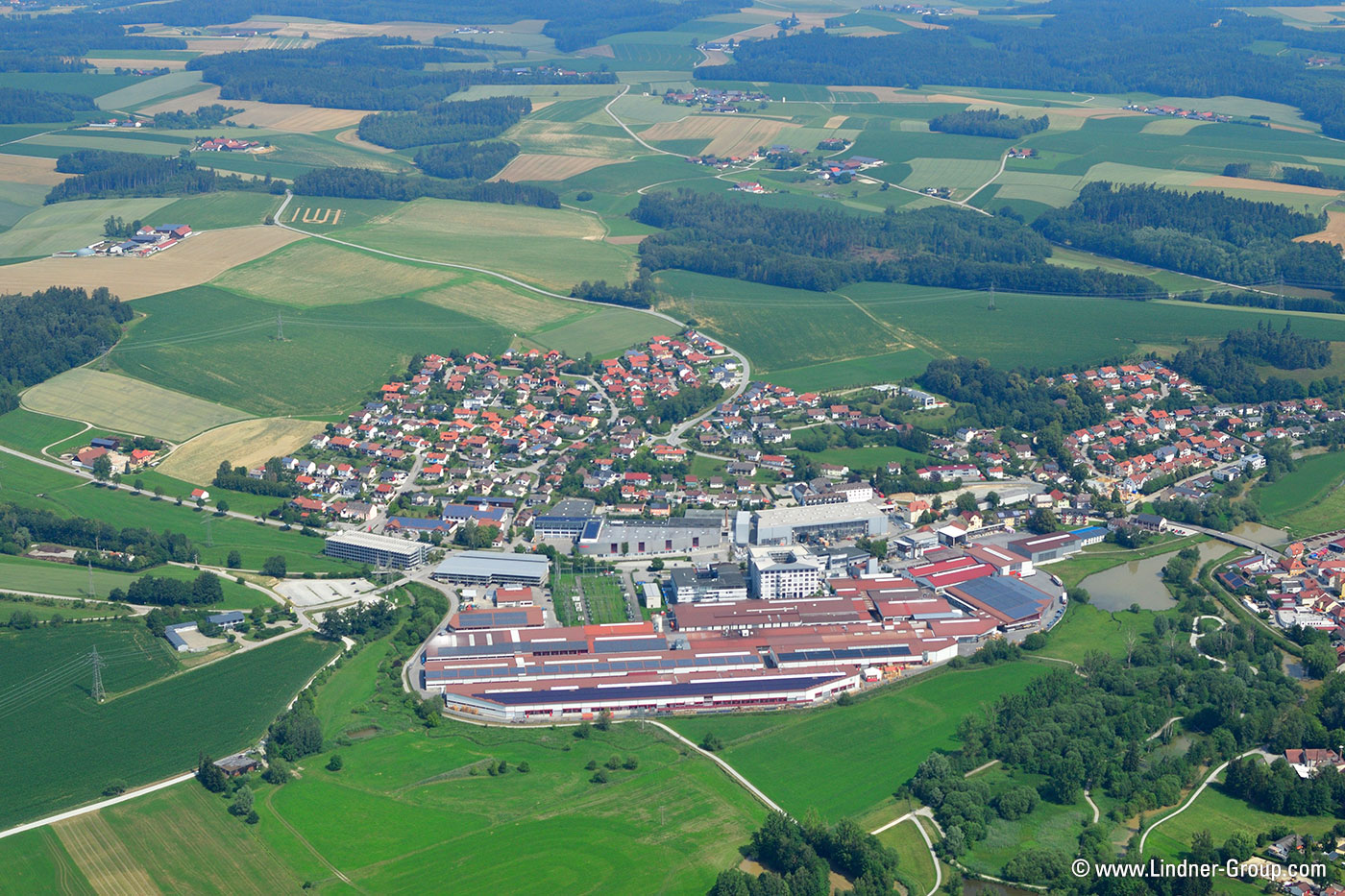
Luftaufnahme vom Hauptsitz in Arnstorf vom März 2020

Die Lindner Group (vollständig Lindner Group KG) ist eine am 11. November 2010 eingetragene Kommanditgesellschaft, die auf die bereits am 31. Januar 1991 eingetragene Lindner Holding KGaA zurückgeht. Größtes Tochterunternehmen ist die Lindner SE (bis 2020 Lindner AG), deren Wurzeln bis 1965 zurückreichen. Zusätzlich gehören zur Lindner Group 80 weitere Tochterunternehmen aus den Bereichen Bau- und Immobilienwirtschaft, Hotellerie und Gastronomie, Brauereiwesen und Landwirtschaft (Stand 2018). Die Lindner Group erstellt insbesondere Gebäudehüllen, Innen- und Komplettausbau, Akustikbau, Reinraumtechnik und Isoliertechnik. 2018 erwirtschaftete die Unternehmensgruppe einen Umsatz von 1,01 Mrd. Euro mit 6.884 Mitarbeitern.
Das Unternehmen besitzt weltweit Produktionsstätten und Tochterunternehmen, der Hauptsitz  befindet sich in Arnstorf in Niederbayern.

## Lindner SE (bis 2020 Lindner AG)
Die Lindner Aktiengesellschaft Decken-, Boden-, Trennwandsysteme ist in der Mitarbeiterzahl und im Umsatz die weitaus größte Tochter der Unternehmensgruppe.

### 1960er
Im Jahr 1965 machte sich Hans Lindner mit der Akustik Lindner GmbH selbstständig und erhielt seinen ersten Auftrag von der Landwirtschaftlichen Berufsschule Deggendorf für abgehängte Akustikdecken. Drei Jahre später folgten weiter Großaufträge wie U-Bahn-Stationen in München, das Stachusbauwerk in München und an der Universität Regensburg.

### 1970er
Die erste Produktionsstätte in Arnstorf entstand 1970, eine Schreinerei, die Decken- und Trennwandsysteme herstellt. 1971 wurde Lindner der Auftrag für Studentenhäuser, die olympische Reitanlage und das olympische Dorf in München erteilt. Der Komplettausbau der Universität Wuppertal folgte 1976.

### 1980er
Zu Beginn der 80er Jahre wurde die erste Auslandstochter in Baden bei Wien, Österreich, gegründet, die Jade Holzwerke in Wilhelmshaven wurden erworben und die Lindner Isoliertechnik startete, nachdem der Handwerksbetrieb Röckelein aus München übernommen wurde. Durch den immer größer werdenden Erfolg des Unternehmens war es seit 1984 möglich, 15 % ihres Gewinns an ihre Mitarbeiter auszuzahlen. 1987 wurden die ersten Systemböden, sogenannte Doppel- und Hohlböden, produziert und die Internationalisierung in Richtung Großbritannien und Osteuropa wurde vorangetrieben. Im folgenden Jahr 1988 gab es eine Umstrukturierung zur Lindner AG Decken-, Boden- und Trennwandsysteme.
Die ersten Entkernungsarbeiten mit fachgerechter Entsorgung von gesundheitsschädlichen Baumaterialien wie zum Beispiel Asbest, werden von der Lindner Schadstoffsanierung durchgeführt.

### 1990er
1995 bekam die Lindner AG (heute Lindner SE) ihren größten Auftrag mit einer 160.000 m² großen Fläche von Metalldecken für den Flughafen Hong Kong Chek Lap Kok.

### 2000er
2008 wurde die Produktionsstätte der Lindner Fassaden GmbH in Arnstorf erweitert. Gleichzeitig stieg Lindner in den Ausbau von Kreuzfahrtschiffen ein. 2009 wurde Green Building als neuer Geschäftsbereich aufgenommen.
Eine Tochterfirma in China wird gegründet. Der neue Geschäftsbereich „Türen“ erweiterte 2005 das Produktsortiment des Unternehmens. Seit der Übernahme des englischen Fassadenspezialist Schmidlin (UK) im Jahr 2007, werden in Arnstorf auch System- und Sonderfassaden produziert.
2020 erfolgte die Umfirmierung der Lindner AG in die Lindner SE (Societas Europaea).

## Immobilien
Der erste Standort für Büro-, Gewerbe- und Wohnzentren wurde 2000 in Sofia (Bulgarien) realisiert. Auf 200.000 m² entstand der Business Park Sofia für Gewerbe- und Büroflächen, und der Residental Park Sofia für Wohnflächen.

## Hotels, Gastronomie und Brauereien
2002 wurde das Wasserschloss in Mariakirchen erworben und daraufhin grundlegend saniert. Es wird seither von Mitarbeitern und externen Unternehmen als Tagungszentrum genutzt. Im Jahr darauf wurde neben dem Schloss das Schlossbräu Mariakirchen, eröffnet. Die Brauerei verfügt auch über verschiedene Veranstaltungsräume.
Neben dem Schulungszentrum und der Brauerei wurde 2007 das Schlossparkhotel Mariakirchen eröffnet. Weitere Hotels unter dem Namen mk|hotels folgten, zum Teil mit hoteleigenen Brauereien. in Berlin, Eschborn, Frankfurt, München, Remscheid, Rüsselsheim, Stuttgart und London. Das erste Hotel in Mariakirchen war namensgebend für die Benennung.
Das Konzept der Hotels der Group basiert darauf, eine Übernachtungsmöglichkeit für Mitarbeiter an verschiedenen Standorten der Group nahe dem Büro vor Ort zu schaffen und nicht belegte Zimmer mit externen Besuchern zu füllen. Unter dem Namen mk|apartments stehen Ferienapartments in Kroatien zur Verfügung.
Weitere Brauereien der Unternehmensgruppe sind das Rüsselsheimer Bräu und das Schillerbräu in München mit eigenem bayerischem Wirtshaus. Zusätzlich wurde in Remscheid eine Brauerei erworben.

## Landwirtschaft
Seit 2017 engagiert sich die Unternehmensgruppe Lindner auch im Bereich nachhaltiger Landwirtschaft. Es wurde eine nachhaltige Bio-Landwirtschaft mit Schweinen und Rindern ausschließlich in Weidehaltung und Weideschlachtung aufgebaut. Hierfür wurde extra eine mobile Schlachtbox entwickelt. Die Produkte können im Bio Restaurant oder Hofladen direkt am Hof in Leberfing, auf Wochenmärkten in Nieder- und Oberbayern auch erworben werden.

## Stiftungen
1991 genehmigte das Bayerische Staatsministerium die mildtätige Hans Lindner Stiftung als öffentliche Stiftung des bürgerlichen Rechts. Weitere soziale Stiftungen für Kinder und Jugendliche, wie die Fundatia Hans Lindner i(Satu Mare, Rumänien) und die Lindner Fundation Uganda (Kampala) für Waisen und vernachlässigte Kinder wurden 1997 und 1999 gegründet. Die Existenzgründerstiftung des Hans Lindner Instituts wurde 1999 vom bayerischen Staatsministerium als gemeinnützig genehmigt.

## Unternehmensstruktur der Gruppe

Aktie über 50 DM der Lindner Holding KGaA vom März 1991

### Von der KGaA zur KG
Am 31. Januar 1991 wurde die Lindner Holding KGaA im Handelsregister des Amtsgerichts Landshut eingetragen. Nach dem Squeeze-out 2009 wurde die Holding zum Familienunternehmen. Am 11. November 2010 wurde diese in die Lindner Group KG umfirmiert. Die Lindner Group ist nun Führungsgesellschaft. Sie steuert 80 selbstständige Unternehmen und viele selbstständige Niederlassungen und Geschäftsbereiche.

### Umsätze und Mitarbeiterzahlen
| Jahr | Anzahl Mitarbeiter | Umsatz       | Quelle |
| ---- | ------------------ | ------------ | ------ |
| 2018 | 6.884              | 1,01 Mrd. €  | [ 3 ]  |
| 2015 | 5.858              | 847,4 Mio. € | [ 10 ] |
| 2012 | 6.087              | 812,0 Mio. € | [ 11 ] |

## Brandunfall 2015
Am 23. Mai 2015 kamen sechs Mitarbeiter der Firmengruppe Lindner beim Brand eines angemieteten Gästehauses in Schneizlreuth ums Leben. Sie befanden sich zusammen mit weiteren Kollegen auf einem Betriebsausflug, mit dem die Firma ihr 50-jähriges Bestehen feiern wollte.